# Hagneck
Hagneck é uma comuna da Suíça, situada no distrito administrativo de Seeland, no cantão de Berna. Tem 1,8 km² de área e sua população em 2018 foi estimada em 413 habitantes.